# Битка за Возућу
Битка за Возућу представља оружани сукоб Армије Републике Босне и Херцеговине и Војске Републике Српске од 27. маја до 10. септембра 1995. у селу Возућа код Завидовића. Циљ Армије Републике Босне и Херцеговине био је протјерати српско становништво и населити муслиманске избјеглице из Сребренице и Жепе, али и отворити пролаз за напад на Добој. Међутим, потписивањем Дејтонског споразума у децембру 1995. окончан је рат, те су припреме за напад на Добој обустављене. Одред Ел Муџахид, састављен од страних и босанскохерцеговачких исламиста, био је кључан у заузимању Возуће. Након пада Возуће почињен је покољ над рањеним и заробљеним српским борцима, а српско цивилно становништво је протјерано.

## Битка
Ви сте на Возућој сломили кичму четничког непријатеља, ви сте показали пут којим ћемо наставити и дали сте урнек, модел борбе како се та кичма може и даље ломити да би се ослободила Босна и Херцеговина. Хвала вам, војници, за то у име нашег народа који неће заборавити шта сте учинили.

Алија Изетбеговић у обраћању припадницима одреда Ел Муџахид у Возући, септембар 1995.

...на возућком ратишту Одред „Ел Муџахидин” имао је једну од кључних улога. Њихово раније учешће у борбеним дејствима на овом ратишту на најтврђим објектима резултирало је успјесима и ликвидацијом десетина агресорских војника усљед чега је у редовима агресора посијана паника, страх и несигурност а међу цивилима покренут процес исељавања...

Приједлог за признања и стимулативне мјере 3. корпуса Армије Републике Босне и Херцеговине за одред „Ел Муџахид”, септембар 1995.
Припреме Армије Републике Босне и Херцеговине да заузме Возућу у општини Завидовићи и планину Озрен, које је држала Војска Републике Српске, почеле су већ у мају 1995. Прва операција је називана „Црвени лав”, а њом су муслиманске снаге протјерале Војску Републике Српске и прекинуле њихову комуникацију преко Озрена, стварајући тако услове за напад на Возућу. У нападу на Озрен 27. маја 1995. истакли су се припадници одреда Ел Муџахид. Након само седам минута борбе успјели су заузети стратешки важну коту Подсјелово, потпуно разбијајући линије српске одбране. Претходне двије године муслиманске снаге су безуспјешно покушавале освојити Подсјелово ког су Срби називали „вратима српске Москве”. Након пада Подсјелова, муџахедини се брутално обрачунавају са српским рањеницима и заробљеницима одрубљујући им главе и при томе све снимајући. У нападу на Подсјелово погинуо је и емир, један од вођа муџахедина, Абдулах Либи.
У септембру је покренута и операција бошњачких снага за напад на Возућу. Названа је „Битком поноса”, а 10. септембра 1995. у шест часова почела је завршна фаза те операције под називом „Ураган 95”. Командант операције „Ураган 95” био је Рефик Лендо, командант оперативне групе „Босна” на подручју Жепча и Завидовића. У операцији су учествовали и Црни лабудови који су починили масакр над хрватским цивилима у Грабовици двије године раније те друге јединице Армије Републике Босне и Херцеговине. Крајњи циљ саме операције био је прогон српског становништва и насељавање између 10 и 15 хиљада муслиманских избјеглица (мухаџира) из Сребренице и Жепе. Сам напад на Возућу наредио је предсједник Предсједништва Републике Босне и Херцеговине Алија Изетбеговић који је био заинтересован и за исход напада. Припадници српских снага на Возући сматрали су како не могу бити поражени, међутим, изненадним нападом с леђа завладао је хаос у српским редовима. Напад с леђа су припадници српске 4. озренске бригаде уочили када је спаљено село иза њихових положаја. За само пет минута муџахедини су освојили стратешку коту Паљеник и срушили цијелу српску одбрану, а Возућа се нашла у потпуном окружењу. У нападу на српске снаге погинуо је и емир Абу Табит ел Масри. У извјештају Абу Малија, једног од емира, наводи се да је у нападу убијен већи број српских војника, док је 60 њих заробљено. Умјесто да их одведу у затвор у Зеницу или у Дом пензионера у Завидовићима, муџахедини су их брутално поклали у свом кампу снимајући своје радње. Заробљеници су такође мучени и од њих је тражено да се међусобно убијају, а касније су оскрнављена и тијела убијених.
Армија Републике Босне и Херцеговине почела је напад на Возућу 10. септембра 1995. Главна и кључна ударна снага напада били су припадници одреда Ел Муџахид. Након што је заузета Возућа, припадници одреда су починили бруталан покољ над заробљеним српским војницима и цивилима. Убијено је педесетак заробљених српских војника одсијецањем главе сјекирама, сабљама и моторним тестерама. Снимци погубљења слани су по исламским земљама с циљем прикупљања донација. Након пада Возуће нестале су чак 463 особе. Посмртни остаци око 180 Срба до данас нису пронађени. Ликвидације припадника одреда Ел Муџахид навеле су српско становништво на исељавање. Муџахедини су похваљени за велики број убијених српских војника у нападу и заробљавање знатне количине оружја. Погинуо је и велик број муџахедина, њих 129, од чега 105 странаца и 24 босанскохерцеговачка муслимана. Напад муџахедина на Возућу предводио је Муатез Била, који је након пада села погинуо у акцији. Пад Возуће отворио је и могућност за муслимански напад на Добој, међутим, ускоро су започети мировни преговори којим се окончао рат.

## Истраге о злочинима
Државна комисија Републике Српске за размјену ратних заробљеника и несталих лица је упорно трагала за несталима током борби за Возућу. Крајем 1996. године, представници комисије Милан Иванчевић и Горан Крчмар отишли су у Зеницу на састанак с бригадним генералом Сакибом Махмуљином, од ког су тражили ослобађање преосталих ратних заробљеника из КПД-а у Зеници. Махмуљин је негирао постојање заробљеника, али је признао да су муџахедини у кампу у Гостовићу погубили заробљенике одсијецањем глава.
ИФОР је у августу 1997. у затвору у Зеници ипак пронашао скривене српске официре, Ненада Шкрбића из Бање Луке и Душана Шкребића из Теслића. Обојица су била заробљена у септембру 1995. у Доњој Буковици на Озрену. Махмуљин је имао намјеру мијењати двојицу официра за тијела своје браће који су погинули у борбама са српским снагама у Козарцу 1992. Преосталих пет војника, за које је Република Српска имала податке да се налазе у затвору у Зеници, нису пронађена. Нису пронађена ни тијела војника убијених у кампу у Гостовићу, јер су њихови посмртни остаци из гробнице покрај Кучице ископани и разбацани. Пронађене су кости, дијелови лобања и шака. За три пронађена тијела утврђено је да су војници 1. прњаворске бригаде који су нестали у мају 1995.
У ископавању посмртних остатака код Стога 1997. пронађено је 21 тијело, од тога 17 без главе. На сусједној локацији од 17 тијела, 14 је било без главе. На коти Паљеник у љето 1997. пронађено је још 12 тијела војника 1. србачке бригаде. Државна комисија Републике Српске је код Возуће пронашла 11 локација са измјештеним гробницама. У њима је, према подацима комисије, још 137 тијела која су откопана и премјештена када је почела истрага. Налази Документацијског центра за ратне злочине у Бањој Луци упућени су у Хаг. Хашки истражитељи су дуготрајном истрагом потврдили истинитост и оригиналност прикупљених доказа. Њихов досије јасно је утврдио одговорност одреда Ел Муџахид за почињене ратне злочине, али се бавио и ширим дјеловањем муџахедина у склопу 3. корпуса Армије Републике Босне и Херцеговине.
У децембру 2014. године, потпредсједник Федерације Босне и Херцеговине Мирсад Кебо предао је Тужилаштву Босне и Херцеговине документацију која се односи на сумњу да су неки бошњачки званичници на високим положајима прећутали бруталне ликвидације одсјецањем глава српских војника које су починили муџахедини. Исламистички портал Саф оптужио је Кебу да се „жели осветити Бошњацима измишљајући ратне злочине”.

## „Стазама егзодуса”
„Стазама егзодуса” представља традиционални марш дужине од 22 км, а пролази кроз некадашња српска села Возуће и долине Криваје.
Манифестација је покренута септембра 2007. године
Марш представља сјећање на 10. септембар 1995. године и прогон српског становништва из Возуће и из долине ријеке Криваје. Поворка креће од Цркве Пресвете Тројице у Тумарама у општини Лукавац на Озрену, а завршава се код Цркве Светог великомученике Георгија у Стогу у општини Завидовићи. Путања марша се креће тзв. камионским путем правцем Тумаре – Бријесница Горња – Малчићи – Кврге – Прокоп – Боровац — Лозна — Стог, а којим су Срби бјежали од припадника Армије Републике Босне и Херцеговине и одреда Ел Муџахид.
Масован прогон становништва десио се у периоду од 10. до 24. септембра 1995. године и као резултат је имао 1.920 протјераних српских породица са око 7.680 чланова из 30 насељених мјеста.